# Payogasta
Payosgasta é uma cidade da Argentina, localizada na província de Salta.